# ミシェル・シュタインバッハ
ミシェル・シュタインバッハ（Michel Steinebach、1928年1月21日-2011年6月27日）は、フランスの都市計画家。1989年に都市計画家として初めて都市計画大賞を受賞した。